# Ґовінд Перумал
Ґовінд Перумал (25 вересня 1925 — 17 вересня 2002) — індійський хокеїст на траві.
Олімпійський чемпіон 1952, 1956 років.